# Eric Sheppard
Eric Sheppard (16 d'octubre de 1991) és un ciclista australià. Professional des del 2013 al 2015.

## Palmarès
- 2011
  - 1r a la Volta a Indonèsia i vencedor d'una etapa
- 2014
  - Vencedor d'una etapa del Tour de les Filipines
- 2015
  - Vencedor d'una etapa del Tour de les Filipines